# Парламентские выборы в Гайане (2006)
Парламентские выборы в Гайане прошли 28 августа 2006 года. Выборы должны были проводиться 4 августа, но были перенесены на 28 августа после того, как президент Бхаррат Джагдео распустил Национальную ассамблею. В результате Народная прогрессивная партия вновь одержала победу, получив 36 из 65 мест.

## Избирательная система
Национальная ассамблея Гайаны состоит из 65 членов, которые избираются на пятилетний срок по системе пропорционального представительства. Из них 40 мест распределяются по партийным спискам от единого общенационального округа, а 25 мест — по 10 многомандатным избирательным округам. Места распределяются по методу наибольшего остатка. За проведение выборов отвечает Избирательная комиссия Гайаны. Кандидат от партии с наибольшим количеством мест в Национальной ассамблее становится президентом страны.

## Предвыборная кампания
Правящая Народная прогрессивная партия во главе с действующим президентом Бхарратом Джагдео была впереди в опросах общественного мнения и, как ожидалось, должна была сохранить своё большинство в Национальной ассамблее. Основными темами предвыборной кампании были преступность, наркотики и экономика.

## Результаты
| Партия | Голосов | %    | Мест       | Мест                 | Мест  | Мест  |
| Партия | Голосов | %    | По округам | По партийному списку | Всего | +/-   |
| --- | ------- | ---- | ---------- | -------------------- | ----- | ----- |
| Народная прогрессивная партия | 183 887 | 54,6 | 15         | 21                   | 36    | +2    |
| Народный национальный конгресс | 114 608 | 34,0 | 9          | 13                   | 22    | –5    |
| Альянс за перемены | 28 366  | 8,4  | 1          | 4                    | 5     | новая |
| Партия действия Гайаны – ROAR | 4249    | 1,2  | 0          | 1                    | 1     | –2    |
| Объединённая сила | 2864    | 0,8  | 0          | 1                    | 1     | 0     |
| Справедливость для всех | 2571    | 0,8  | 0          | 0                    | 0     | 0     |
| Недействительных/пустых бюллетеней | 5051    | –    | –          | –                    | –     | –     |
| Всего | 341 426 | 100  | 25         | 40                   | 65    | 0     |
| Зарегистрированных избирателей/ Явка | 492 369 | 69,3 | –          | –                    | –     | –     |
| Источник: Psephos Архивная копия от 3 сентября 2020 на Wayback Machine, IPU Архивная копия от 17 мая 2015 на Wayback Machine, The Official Gazette Архивная копия от 6 марта 2019 на Wayback Machine |         |      |            |                      |       |       |